# Kaspar von Silenen
Kaspar von Silenen foi o primeiro comandante da Guarda Suíça do Vaticano formada em 1506 como resposta ao pedido de proteção feito pelo Papa Júlio II em 1503.